# Mastigobryum seychellarum
Mastigobryum seychellarum là một loài rêu tản trong họ Lepidoziaceae. Loài này được (Gottsche ex Stephani) Stephani miêu tả khoa học lần đầu tiên năm 1908.